# СССР В-1
«СССР В-1» — дирижабль мягкого типа, спроектированный и построенный в 1930—1932 годах.

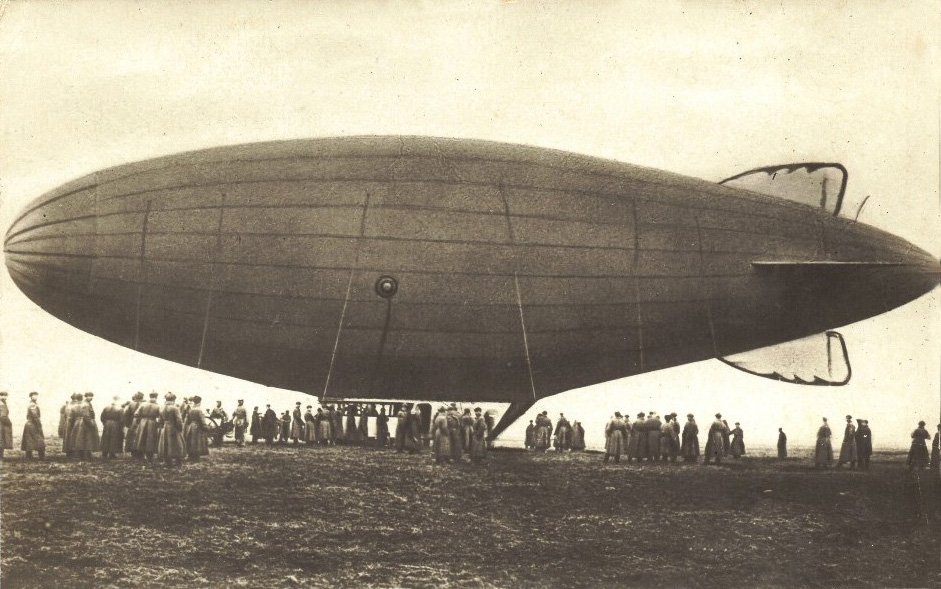
Дирижабль «УК-1 им. Первого мая»

## Описание
Осенью 1930 года работники ЦАГИ начали разрабатывать небольшой дирижабль мягкого типа для учебных и тренировочных целей. Дирижабль разрабатывался на основе опыта, полученного при конструировании дирижаблей «Московский химик-резинщик» («МХР») и «Комсомольская правда» («СССР В-4»). Работы велись в нерабочее время.
Каркас гондолы дирижабля был сделан из дюралевых профилей. Длина гондолы — 10 метров. Передний фонарь из целлулоида, окна по бортам. Стабилизаторы и рули состояли из дюралевого каркаса, обшитого тканью.
Детали и оболочку дирижабля изготавливали в Москве работники «Дирижаблестроя», завода «Каучук» и ЦАГИ, а собирали в марте 1932 года в эллинге на Волковом поле в Ленинграде под руководством заместителя начальника «Дирижаблестроя» А. Н. Флаксермана.
Первый полёт дирижабль совершил 9 апреля 1932 года. Командовал кораблём В. Л. Нижевский, в состав экипажа также входили: помощник командира Волконский, второй помощник командира Гараканидзе (один из конструкторов дирижабля), штурвалист студент МАИ Паньков, второй штурвалист Ободзинский. Дирижабль находился в полёте 34 минуты и, несмотря на неблагоприятные метеорологические условия полёта и совершенно новую конструкцию, показал хорошие лётные качества.

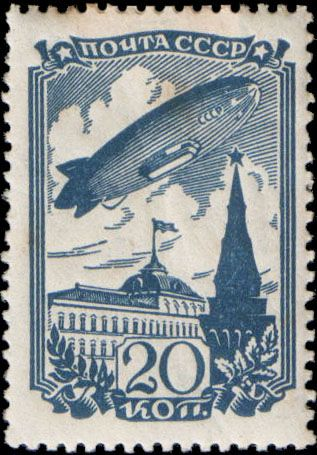
Почтовая марка, 1938 год

10 апреля дирижабль совершил полёт длительностью 58 минут в Сализи с посадкой там. Управлял дирижаблем пилот В. Нижевский, в качестве пассажира в полёте участвовал А. Флаксерман.
Первоначально дирижабль именовали «Первое мая», «УК-1 им. Первого мая» или просто УК-1 (учебный корабль, первый). Впоследствии он стал известен под шифром «СССР В-1».
29 апреля 1932 года СССР В-1 вышел из Ленинграда и 1 мая прибыл в Долгопрудный. В Долгопрудном был создан «Дирижаблестрой», построены эллинг и завод по производству водорода. В мае 1932 года Дирижаблестрой, кроме СССР В-1, создал СССР В-2 «Смольный» и СССР В-3 "Красная звезда. Эти дирижабли мягкого типа предназначались для агитационных полетов и обучения экипажей дирижаблей.
7 ноября 1932 года над Красной площадью пролетели четыре советских дирижабля — В-1, В-2, В-3 и В-4.
7 апреля 1937 года СССР В-1 впервые управлялся женским экипажем. Командиром экипажа была В. Ф. Демина — жена помощника командира дирижабля СССР В-6 С. В. Демина.
К 1938 году дирижабль сильно износился и был разобран. В 1939 году дирижабль восстановили, заменив оболочку. Первый полёт восстановленного дирижабля состоялся 1 мая 1939 года. Всего СССР В-1 модернизировали несколько раз. На основе версии 1939 года был создан дирижабль СССР В-12.
После принятия правительством СССР решения о консервации дирижаблестроения СССР В-1 был разобран в марте 1940 года. Дирижабль восстановили в апреле 1942 года под названием СССР В-12.